# Таупо (місто)
Таупо (англ. Taupo, маор. Taupōnui-a-Tia) — місто в Нової Зеландії, в регіоні Ваїкато, в окрузі Таупо. Розташоване у центральній частині Північного острова. Навколо витоків річки Ваїкато, що витікає з північно-східного узбережжя озера Таупо, яке утворилося в кратері однойменного супервулкану. Місто є центром округу Таупо, в ньому сконцентровано 2/3 мешканців округу.

## Клімат
Місто знаходиться у зоні, котра характеризується морським кліматом. Найтепліший місяць — лютий із середньою температурою 17.5 °C (63.5 °F). Найхолодніший місяць — липень, із середньою температурою 7 °С (44.6 °F).
| Клімат Таупо            | Клімат Таупо | Клімат Таупо | Клімат Таупо | Клімат Таупо | Клімат Таупо | Клімат Таупо | Клімат Таупо | Клімат Таупо | Клімат Таупо | Клімат Таупо | Клімат Таупо | Клімат Таупо | Клімат Таупо |
| Показник                | Січ.         | Лют.         | Бер.         | Квіт.        | Трав.        | Черв.        | Лип.         | Серп.        | Вер.         | Жовт.        | Лист.        | Груд.        | Рік          |
| Абсолютний максимум, °C | 32           | 34           | 28,9         | 24,7         | 20,5         | 17,8         | 17,5         | 18,5         | 23           | 26           | 27,2         | 28,8         | 34           |
| Середній максимум, °C   | 23,6         | 23,5         | 21,2         | 18,1         | 14,9         | 12,3         | 11,8         | 12,9         | 14,8         | 17           | 19,5         | 21,9         | 17,6         |
| Середня температура, °C | 17,4         | 17,5         | 15,4         | 12,5         | 9,9          | 7,8          | 7            | 7,8          | 9,8          | 11,8         | 13,8         | 16,1         | 12,2         |
| Середній мінімум, °C    | 11,2         | 11,5         | 9,6          | 6,9          | 4,9          | 3,3          | 2,1          | 2,7          | 4,8          | 6,6          | 8,2          | 10,4         | 6,9          |
| Норма опадів, мм        | 90           | 90           | 60           | 90           | 120          | 120          | 100          | 110          | 90           | 100          | 90           | 70           | 1190         |
| Днів з дощем            | 10,8         | 8,8          | 11,1         | 10,9         | 13,8         | 14,4         | 14,8         | 16,5         | 16,9         | 14,8         | 12,9         | 14,3         | 160          |
| Вологість повітря, %    | 71           | 75           | 80           | 87           | 89           | 90           | 89           | 87           | 82           | 78           | 72           | 72           | 81           |
| ----------------------- | ------------ | ------------ | ------------ | ------------ | ------------ | ------------ | ------------ | ------------ | ------------ | ------------ | ------------ | ------------ | ------------ |
| Джерело: Weatherbase    |              |              |              |              |              |              |              |              |              |              |              |              |              |

## Економіка
Місто є літнім туристичним центром, на мальовничих берегах озера.
За 7 км на північ від міста на березі річки Ваїкато розташована геотермальна електростанція Ваїрікі.

## Міста-побратими
- Нумеа; Нова Каледонія (Франція)
- Сучжоу; Китай
- Сіань; Китай
- Хаконе; Японія